# Dimitar Karastojanov

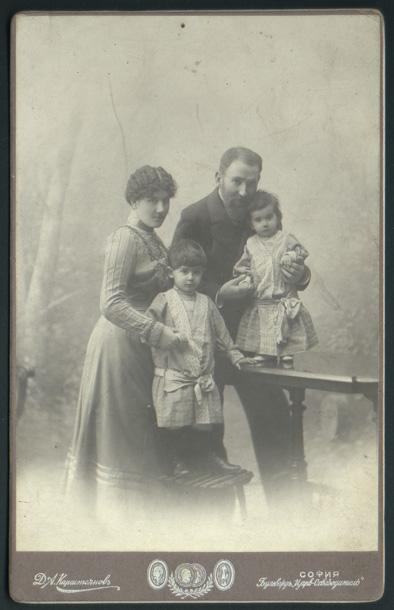
Dimitar Karastojanov s rodinou, 1890

Dimitar Anastasov Karastojanov (1856 Samokov – 1919 Sofie) byl bulharský fotograf.

## Životopis
Dimitar Karastojanov se narodil v roce 1856 v Samokov. Jeho otec byl Anastas Karastojanov (1822–1880), syn slavného samokovského nakladatele a obchodníka s tiskem Nikoly Karastojanov. Dimitar je bratr fotografa Ivana Karastojanova.
Za vlády Stefana Stambolova Karastojanov, aby unikl pronásledování, se přestěhoval do Plovdivu, kde pracoval jako fotograf. V důsledku toho byl Dimitar dočasně uvězněn v Bačkovském klášteře s tehdy populární formulací - "urážka Jeho Veličenstva". Na počátku 20. století si však otevřel vlastní ateliér v Sofii na ulici Car Osvoboditel naproti italské ambasádě. Dimitar byl jedním z prvních bulharských vojenských fotoreportérů. Přes svůj pokročilý věk v 56 letech se zúčastnil balkánské války (1912–1913). Jeho fotografie z prvního bojového letu s letounem používaným bulharským letectvím u Edirne obletěly svět. Dimitar fotografoval staré budovy hlavního města a vydal je v roce 1912 v albu Stará Sofie. Spolu se svým bratrem Ivanem Karastojanovem také vyráběli pohlednice.
Měl tři syny - Lyuben, Bogdan - Bončo a Božidar. Božidar Karastojanov se stal také dvorním fotografem bulharského cara Borise III.

## Galerie

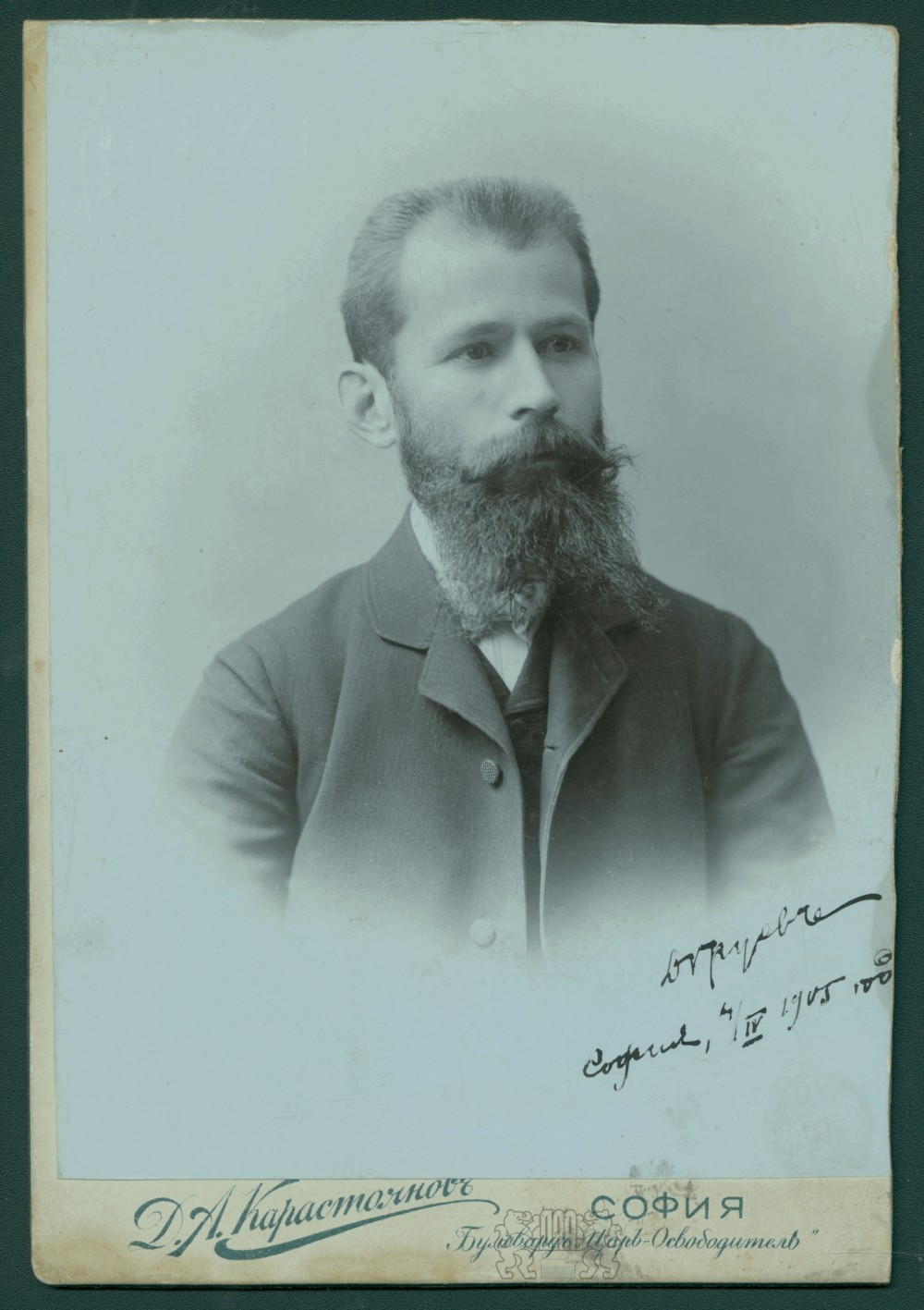
Dame Gruev, makedonský revolucionář
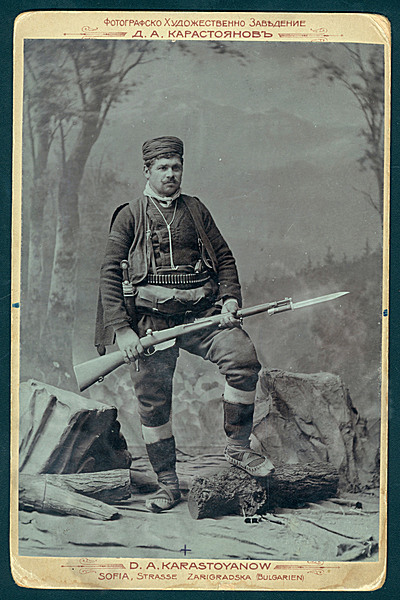
Atanas Teshovski
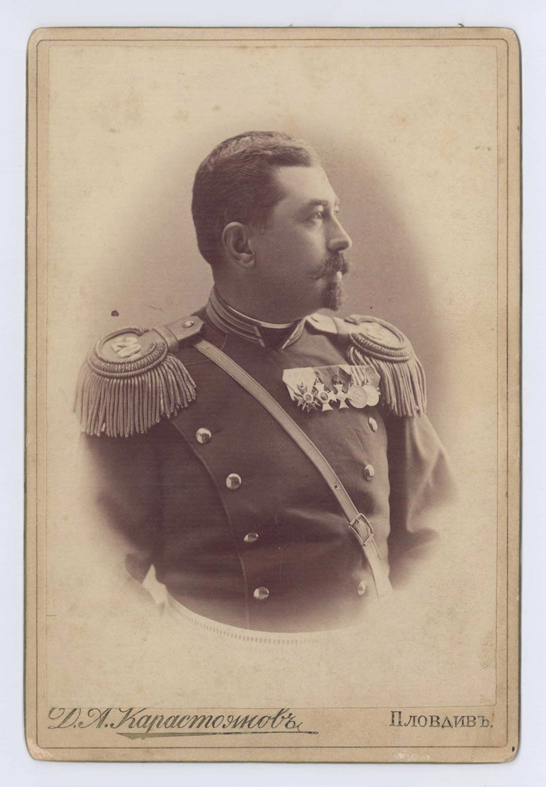
Colonel Dimitar Minkov
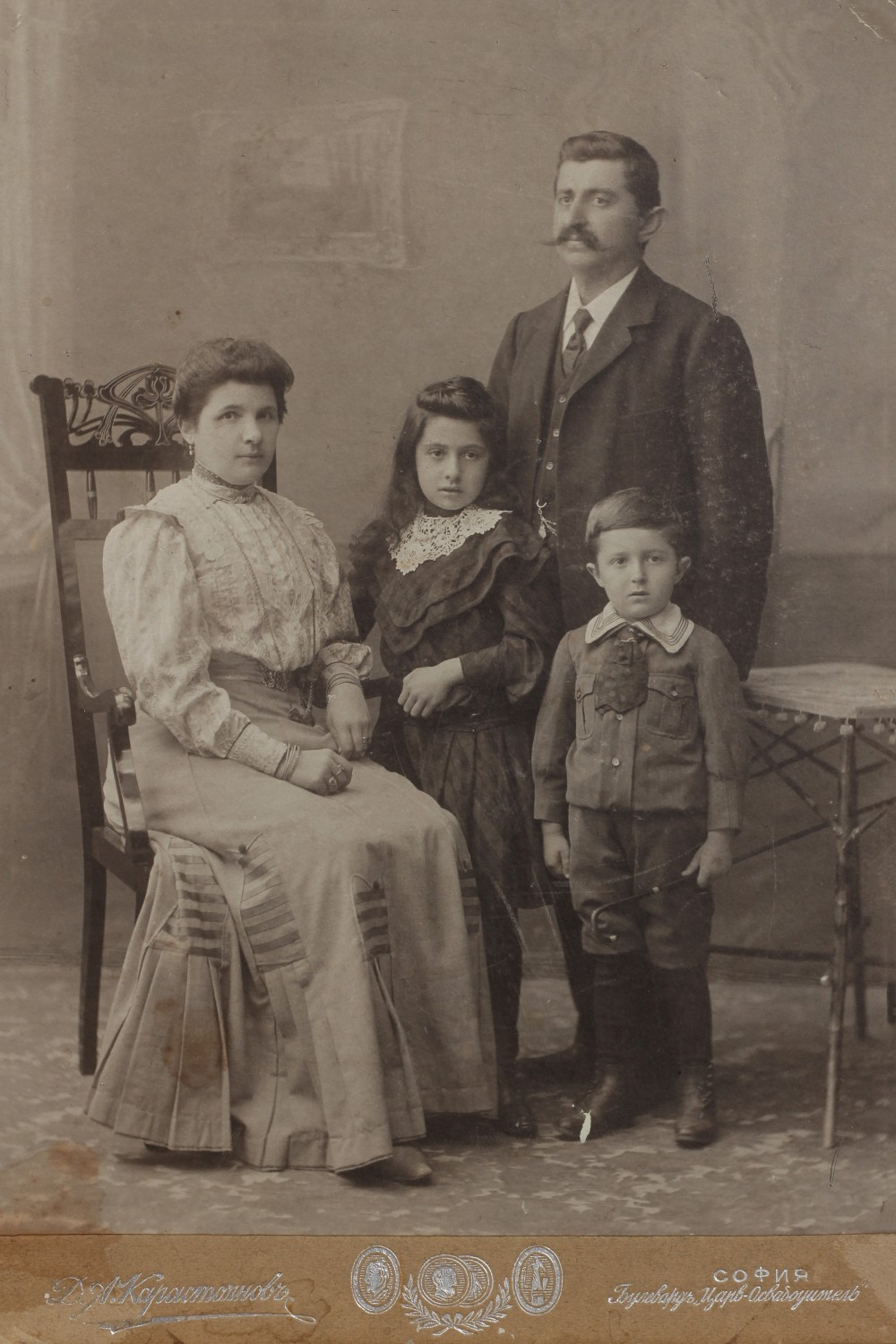
Nikola, Ekaterina, Vasilka a Ivan Šavkulov - 1903
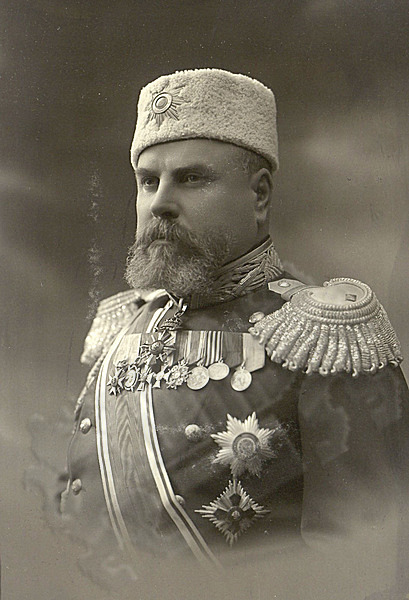
Vicho Dikov
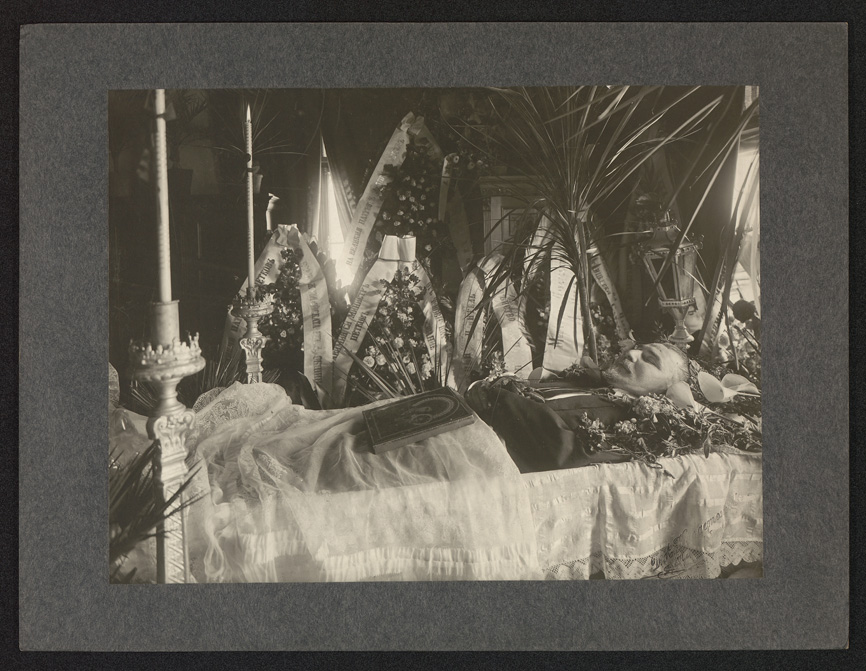
Dimitar Petkov, pohřeb, 1907
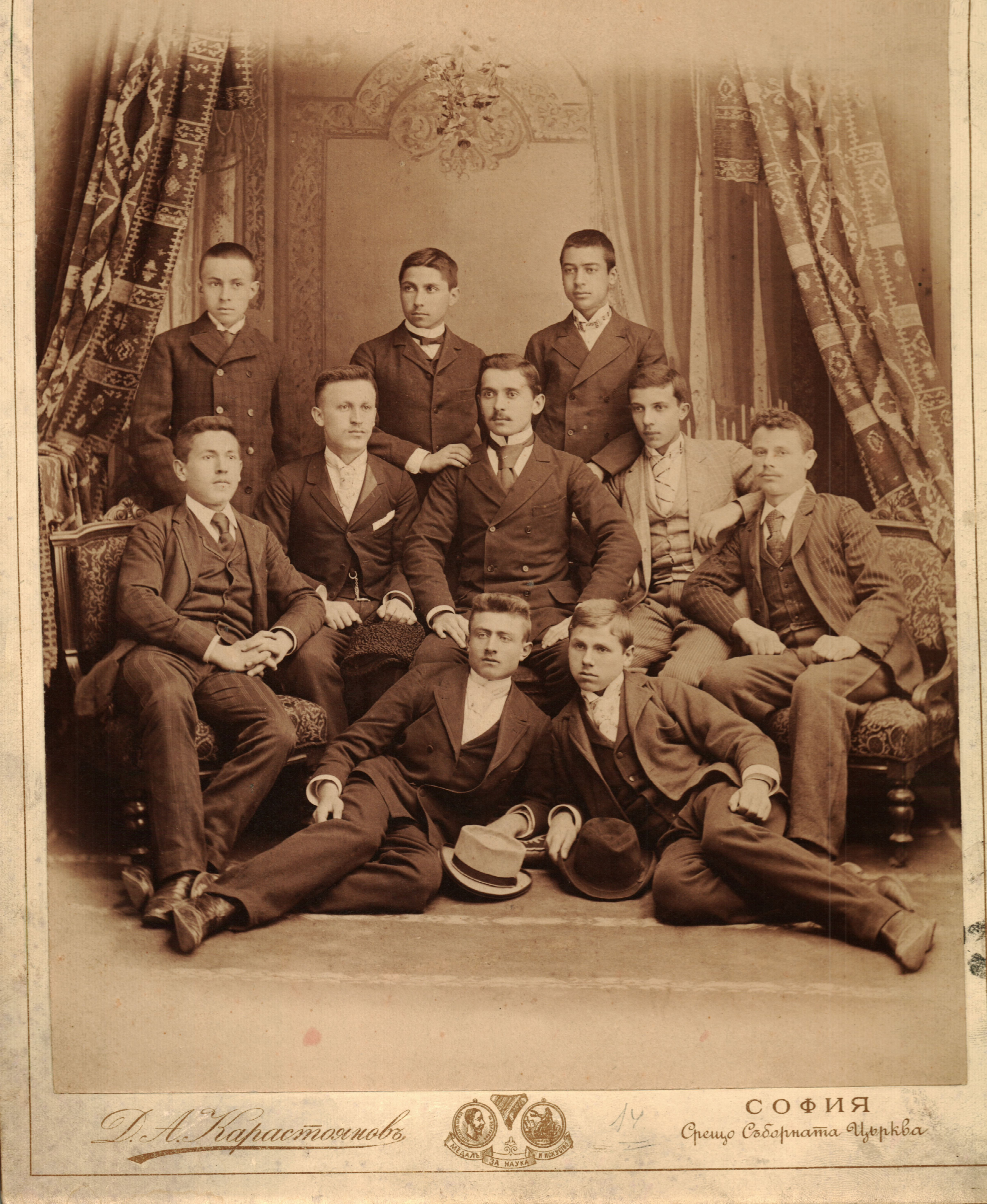
Peyo Yavorov
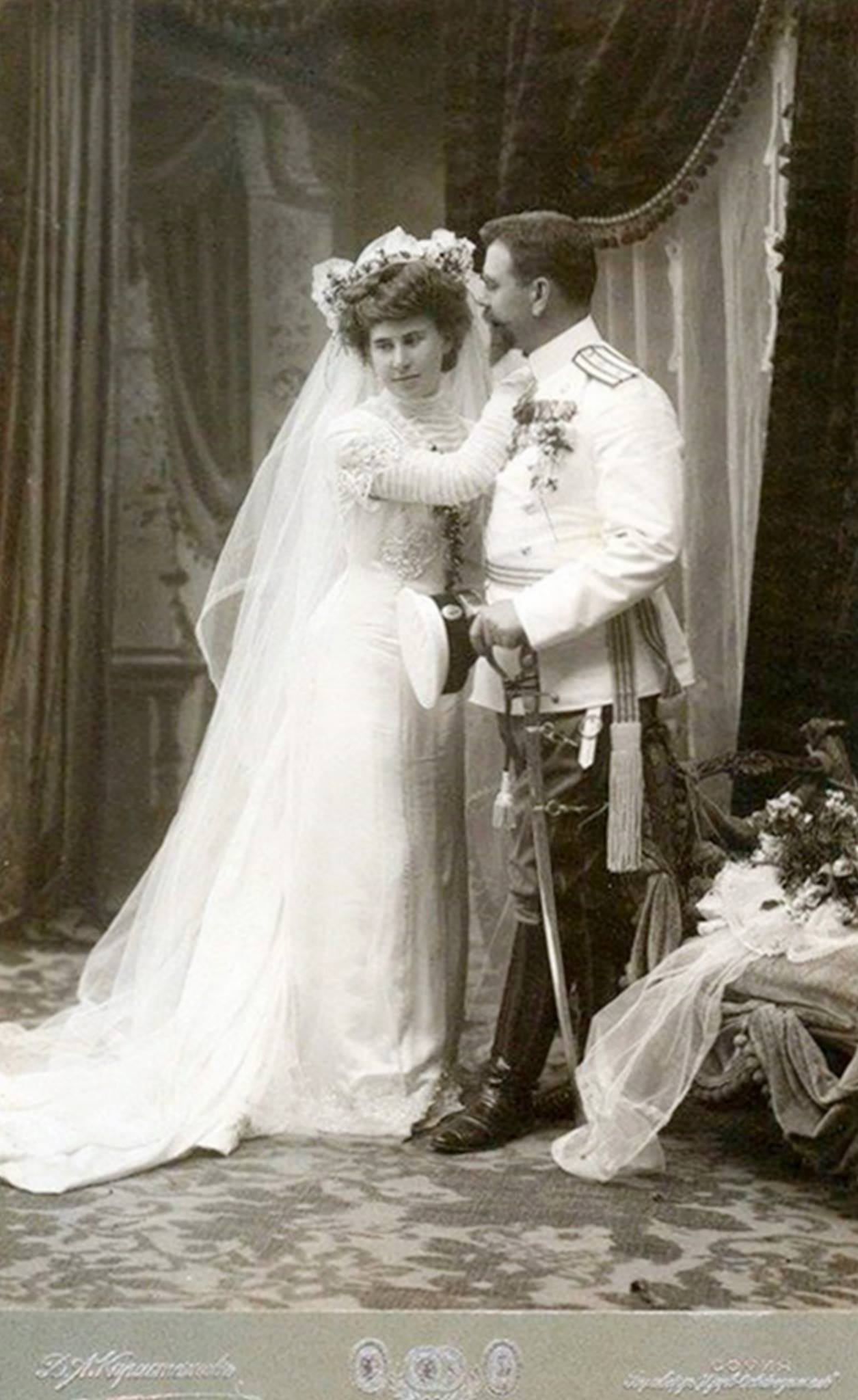
Konstantin Zhostov a Ljudmila Mollova, svatební fotografie